# Gudauri
Gudauri (georgiska: გუდაური) är en vintersportort i Georgien, belägen vid de södra delarna av stora Kaukasusbergskedjan. Orten ligger i distriktet Qazbegi längs den georgiska militärvägen. Gudauri ligger på en höjd av 2 196 meter och ligger 120 kilometer norr om huvudstaden Tbilisi. Skidsäsongen i Gudauri varar mellan december och april.